# Thietmar av Merseburg
Thietmar av Merseburg, född 25 juli 975, död 1 december 1018, var en tysk historieskrivare och från 1009 till sin död romersk-katolsk furstbiskop av Merseburg.

## Biografi

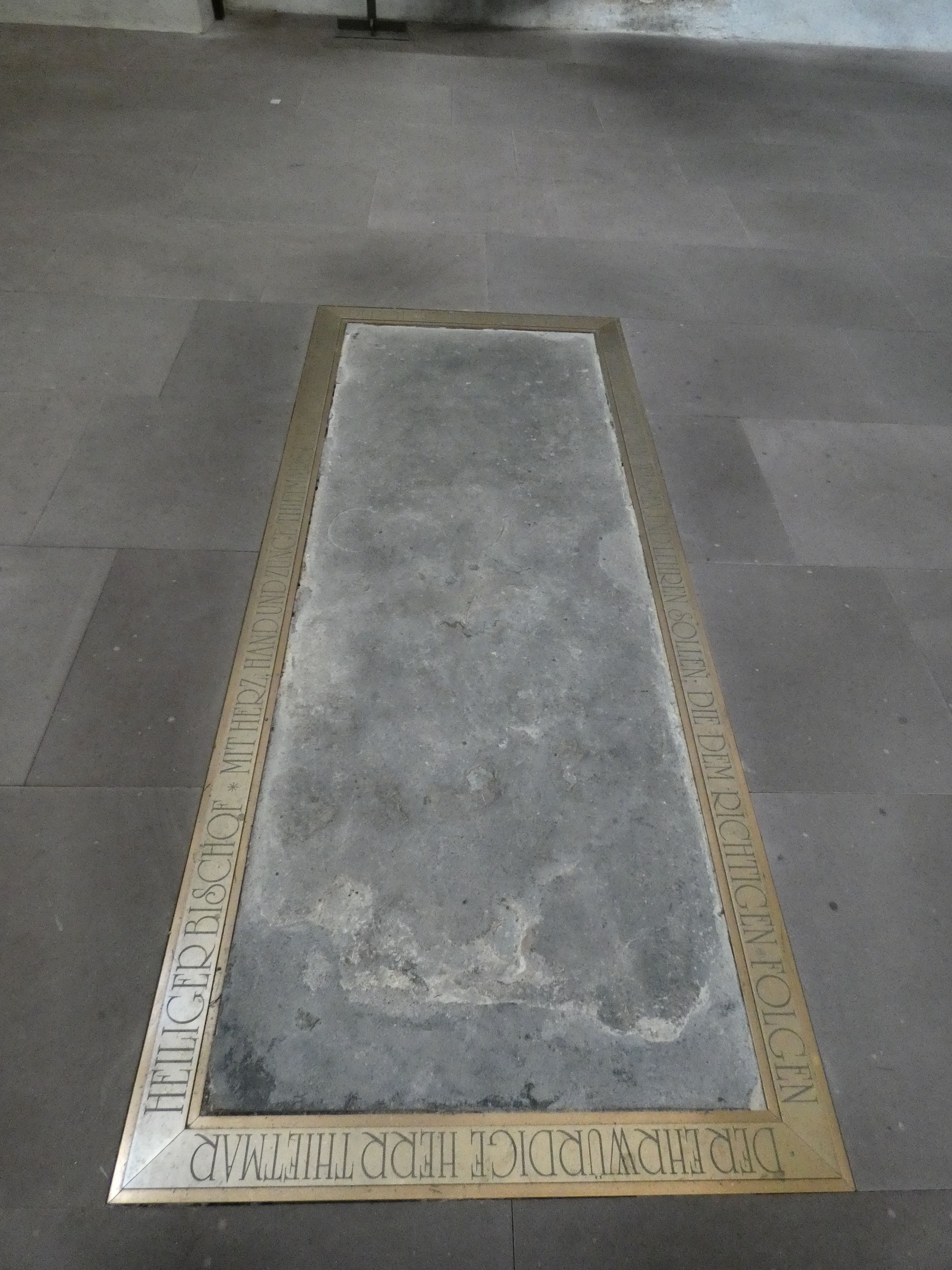
Thietmars gravplatta i sandsten i Merseburgs domkyrka.

Thietmar tillhörde grevarna av Walbecks släkt, vars stamsäte låg i närheten av Helmstedt. Grevarna stod i politisk opposition till de sachsiska Ludolfingerna (senare benämnda den ottonska dynastin) och låg i konflikt med huset Piast. De lierade sig däremot med den bayerska linjen av Ludolfingerna. Thietmars farfarsfar Lothar I stupade 929 i slaget vid Lenzen mot redarierna, och farfadern Lothar II gifte sig med Mathilde av Thüringen. Lothar var anhängare till Henrik I:s yngre son Henrik och deltog 941 i en sammansvärjning mot Otto I. Thietmars farbror Lothar III blev genom ett avtal med Otto III markgreve av sachsiska Nordmark. Thietmars far var greve Siegfried av Walbeck och hans mor Kunigunde, från det grevliga huset Stade.
Thietmar döptes och konfirmerades av biskop Hildeward av Halberstadt och uppfostrades i Sankt Serviatus-stiftet i Quedlinburg, hos sin gammalfaster Emnilde. 987 sattes han i klostret Berge av sin far och 1 november 990 upptogs han i Magdeburgs klosterstift. Vid katedralskolan fick han sin utbildning, delvis gemensamt med sin släkting Brun von Querfurt. Han fick en god utbildning, och uppvisar omfattande kunskaper inom kyrkliga och världsliga skrifter. Medan han relativt sällan visar förtrogenhet med kyrkofädernas skrifter eller tidigmedeltida författare, tycks han framförallt citera klassiska författare som Vergilius, Horatius, Lucanus och Vergilius-kommentatorn Macrobius. Enligt Helmut Lippelt utvecklade Thietmar under tiden i Magdeburg en solidaritet med det andliga ståndet och de ottonska biskoparna förutom sin egen släkt och adliga samhällsklass.
Thietmars kontakt med det kejserliga hovet var under Otto III troligen endast sporadisk. 986 besökte han hovdagen i Quedlinburg vid elva års ålder och bör då ha mött den sexårige Otto. Möjligen deltog han även i Ottos resa till Gniezno år 1000. Kejsaren ingrep också på Thietmars mors sida i arvsstriderna efter Thietmars farmor och far. Vid moderns död ärvde Thietmar omfattande ägor, där han själv nämner gårdar i Heeslingen nära Stade, i Rottmersleben nära Magdeburg, i Eisdorf nära Leipzig och hälften av familjestiftet Walbeck. 1002 blev han prost i klostret Walbeck. Den 21 december 1004 prästvigdes han av ärkebiskop Tagino av Magdeburg. Efter att biskop Wigbert av Merseburg avlidit erhöll Thietmar med ärkebiskopens rekommendation biskopsdömet Merseburg, som 1004 återinrättats av Henrik II. Thietmar kom under sin ämbetstid som biskop att sträva efter att återställa det tidigare upplösta biskopsdömet till sin ursprungliga utsträckning, och ska inte ha varit främmande för att förfalska urkunder för att hävda sina anspråk. Han var trots det stora antalet odöpta slaver i biskopsdömet inte särskilt aktiv som missionär. Han tjänade lojalt i kunglig tjänst men tillhörde inte de mest politiskt inflytelserika biskoparna i samtiden. Med undantag för enstaka resor till södra Tyskland och Rhenlandet var han under större delen av sin ämbetstid främst aktiv i regionen kring Magdeburg och Merseburg. Han var heller inte med på Otto III:s och Henrik II:s italienska fälttåg. Thietmar avled 1018 och begravdes i Merseburgs domkyrka, där gravplattan idag finns bevarad.

## Thietmars krönika

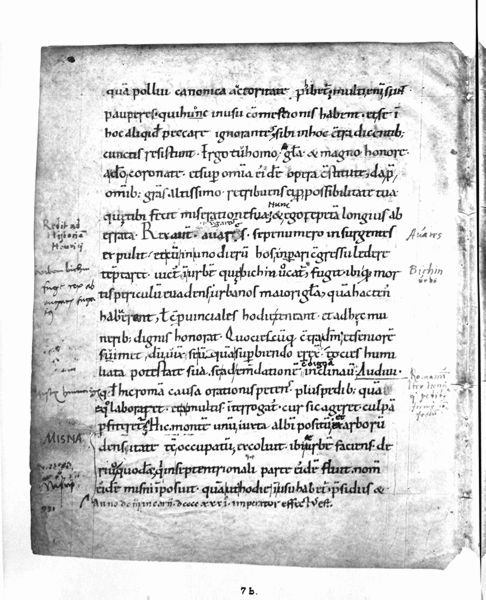
Sida ur Thietmars krönika.

Thietmar författade mellan 1012 och sin död 1018 en krönika i åtta böcker som omfattar den historiska perioden från 908 till 1018. Hans avsikt var att skildra stadens Merseburgs historia och "Sachsens fromma konungars levnad och verk" (Saxonie regum vitam moresque piorum). De båda är nära förknippade i Thietmars krönika. Henrik I av Sachsen grundade staden Merseburg och lät uppföra dess ringmur. Otto I grundade biskopsdömet Merseburg, sonen Otto II avskaffade det åter. Otto III inledde återupprättandet av biskopsdömet som sedan genomfördes under Henrik II. De första fyra böckerna ägnas åt vardera en kung, medan de sista fyra böckerna ägnas åt Henrik II:s regering fram till Thietmars död 1018.
Thietmar använde framförallt Widukind av Corveys sachsiska krönika som källa, och hade även tillgång till källmaterial från Merseburg, Magdeburg och Walbeck. Han hade även tillgång till en avskrift av de Quedlingburgska klosterannalerna fram till 998, och använde också Merseburgs dödsbok samt sina egna upplevelser av samtida historiska händelser. Thietmars krönika är en värdefull källa för den historiska perioden omkring år 1000 och täcker staden Merseburgs, Sachsens, Polens och sorbernas historia samt krigen mellan det tysk-romerska riket och slaviska områden öster om Elbe, i synnerhet konflikten mellan Henrik II och Bolesław Chrobry.
Thietmar visar en god kännedom om samtida händelser och återberättar dem ofta mycket detaljerat och överskådligt; de sista tre böckerna som täcker perioden från 1014 till 1018 är så gott som skrivna i dagboksform. För Otto III:s och Henrik II:s regeringstider har krönikan karaktär av en ledande tradition och är än idag huvudsaklig källa för studier av politik, samhälle och mentalitet under den senare Ottonska epoken. Thietmar har framförallt använts som källa inom studier av biskopsval, äktenskapsrätt, härskarritualer, konflikter mellan adel och kungligheter, kvinnosynen samt kulturella kontakter mellan tyskar och slaver.
Thietmar skriver att danerna hade en huvudort på Själland vid namn Lejre, och där samlades de vart nionde år och bringade sina gudar blodiga offer i form av 99 människor och även hästar, hundar och höns. Inga arkeologiska fynd stöder än så länge detta. 
Krönikan utgavs av Johann Martin Lappenberg i "Monumenta Germaniæ historica" samt av Friedrich Kurze i "Scriptores rerum germanicarum in usum scholarum". Originalhandskriften förstördes till största delen vid bombningarna av Dresden 1945, men en faksimiledition i två band hade utgivits 1905.